# إليزابيث كير
إليزابيث كير (بالإنجليزية: Elizabeth Kerr)‏ هي ممثلة أمريكية، ولدت في 15 أغسطس 1912 في كانساس سيتي في الولايات المتحدة، وتوفيت في 13 يناير 2000 في لونغ بيتش في الولايات المتحدة.

## وصلات خارجية
- إليزابيث كير على موقع IMDb (الإنجليزية)
- إليزابيث كير على موقع ألو سيني (الفرنسية)
- إليزابيث كير على موقع أول موفي (الإنجليزية)
- إليزابيث كير على موقع قاعدة بيانات برودواي على الإنترنت (الإنجليزية)
- إليزابيث كير على موقع قاعدة بيانات الأفلام السويدية (السويدية)
- إليزابيث كير على موقع قاعدة بيانات الفيلم (الإنجليزية)
- إليزابيث كير على موقع كينوبويسك (الروسية)